# Irena Jurgielewiczowa

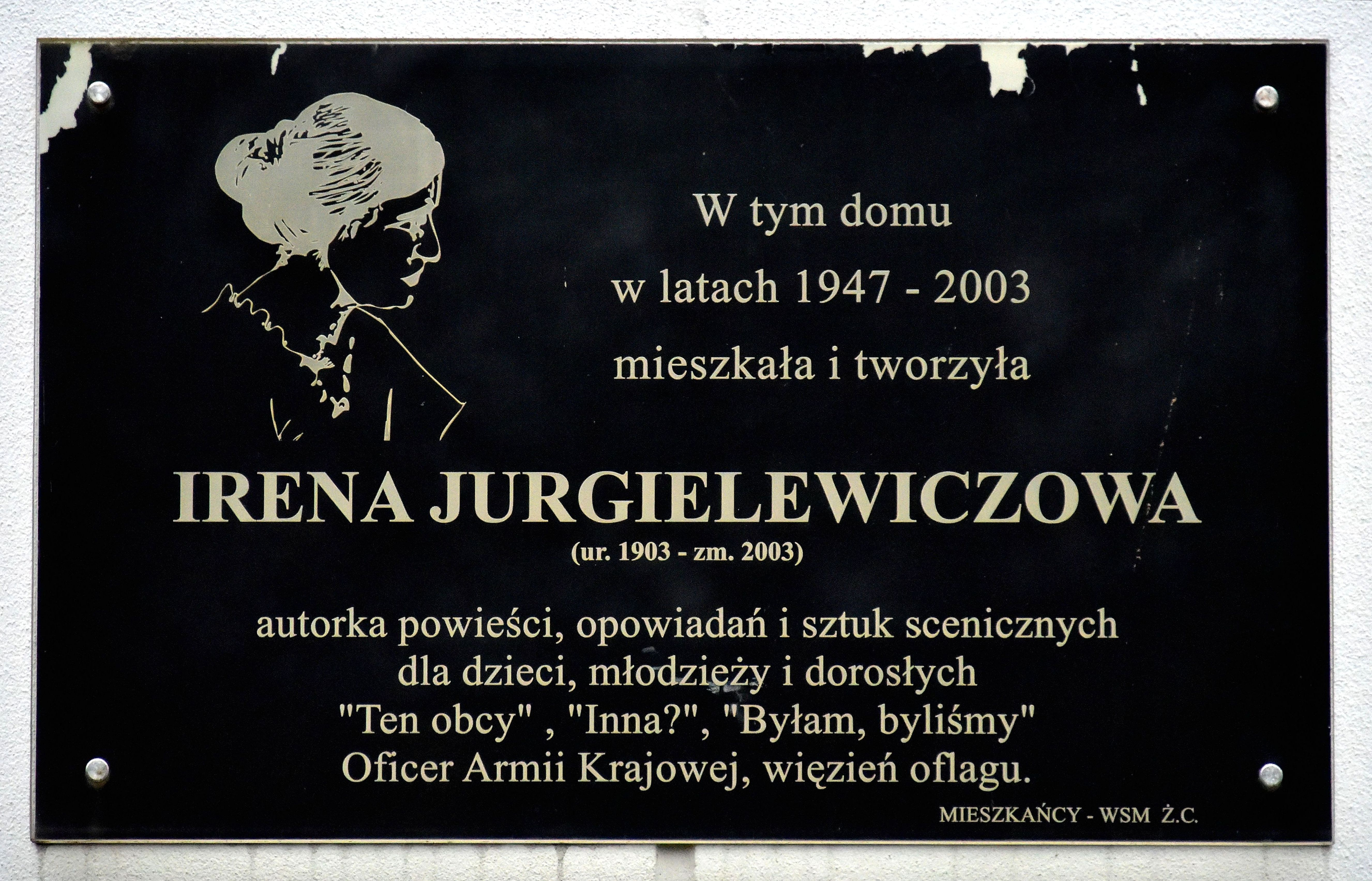
Tablica pamiątkowa przy ul. Sarbiewskiego 2 w Warszawie

Irena Jurgielewiczowa, właśc. Irena Jurgielewicz z domu Drozdowicz (ur. 13 stycznia 1903 w Działoszynie koło Wielunia, zm. 25 maja 2003 w Warszawie) – powieściopisarka, pedagog, autorka wielu książek dla młodzieży oraz wykładowczyni akademicka.

## Życiorys
Ukończyła filologię polską na Uniwersytecie Warszawskim. W 1928 uzyskała stopień doktora za rozprawę Technika powieści Stefana Żeromskiego. Studiowała także pedagogikę na Wolnej Wszechnicy Polskiej (WWP). Pracę zawodową rozpoczęła jako nauczycielka. W latach 1928–1935 pracowała w Sekcji Oświaty Dorosłych m.st. Warszawy. W latach 1934–1939 wykładowca w WWP. Debiutowała w 1933 na łamach czasopisma „Wiedza i Życie” jako eseistka.
W okresie okupacji brała udział w tajnym nauczaniu uniwersyteckim. Była porucznikiem Armii Krajowej ps. Isia. W czasie powstania warszawskiego przebywała w Oddziale V Komendy Głównej AK w Śródmieściu. Po powstaniu przebywała w obozie jenieckim Stalag IV B. Do kraju wróciła w 1946.
W latach 1946–1950 prowadziła wykłady z teorii oświaty dorosłych na Uniwersytecie Warszawskim. W latach 1950–1954 była kierownikiem literackim Państwowego Teatru Nowej Warszawy. Była członkiem Stowarzyszenia Pisarzy Polskich.
Początkowo pisała utwory dla dzieci młodszych – Historia o czterech warszawskich pstroczkach (1948) to jej debiutancka książka. Potem ukazały się m.in.: O chłopcu, który szukał domu (1957), Kajtek, warszawski szpak (1958), Jak jeden malarz chciał namalować szczęśliwego motyla (1960).
Wielką popularność wśród czytelników i uznanie krytyki zyskały psychologiczne powieści dla młodzieży, takie jak: Niespokojne godziny (1964), Wszystko inaczej (1968), Inna? (1975), Ważne i nieważne (1971), a przede wszystkim Ten obcy (1961). Książka ta została umieszczona w 1964 na Liście Honorowej IBBY i została przetłumaczona na wiele języków.
Jej autobiografia Byłam, byliśmy znalazła się w finale Nagrody Literackiej Nike 1998.
Laureatka Orderu Uśmiechu.
Została pochowana na Starych Powązkach w Warszawie (kwatera 139-3-12).

## Życie prywatne
Była żoną malarza Mieczysława Jurgielewicza.

## Twórczość
- 1948: Historia o czterech warszawskich pstroczkach
- 1948: Warszawa-serce Polski
- 1949: Literatura najłatwiejsza
- 1950: Wiewiórcza mama
- 1951: Osiem lalek i jeden miś (sztuka)
- 1954: KETSIS, Lubiński szczur
- 1957: O chłopcu, który szukał domu
- 1958: Kajtek, warszawski szpak
- 1960: Jak jeden malarz chciał namalować szczęśliwego motyla
- 1961: Ten obcy (powieść)
- 1963: Rozbita szyba (opowiadanie)
- 1964: Niespokojne godziny
- 1966: Tort orzechowy (opowiadanie)
- 1968: Wszystko inaczej (powieść obyczajowa)
- 1969: Niebezpieczna przygoda (opowiadanie)
- 1971: Ważne i nieważne
- 1975: Inna? (dalszy ciąg książki Ten obcy; na podstawie tej powieści zrealizowano film)
- 1982: Strategia czekania ISBN 83-06-00818-9
- 1997: Byłam, byliśmy : Wspomnienia ISBN 83-86129-92-1

## Upamiętnienie
- Tablica pamiątkowa na budynku przy ul. Sarbiewskiego 2 (od strony parku im. Żołnierzy Żywiciela) na warszawskim Żoliborzu, w którym w latach 1947–2003 mieszkała pisarka[7].